# Астьє Нікола
Астьє Нікола (фр. Astier Nicolas, нар. 19 січня 1989) — французький вершник, олімпійський чемпіон та срібний призер Олімпійських ігор 2016 року.

## Виступи на Олімпіадах
| Олімпіада           | Дисципліна               | Місце |
| ------------------- | ------------------------ | ----- |
| Ріо-де-Жанейро 2016 | індивідуальне триборство | 2     |
| Ріо-де-Жанейро 2016 | командне триборство      | 1     |

## Зовнішні посилання
- Астьє Нікола — олімпійська статистика на сайті Sports-Reference.com (англ.) (архівна версія)